# Potvorice
 Potvorice  jsou obec na Slovensku v okrese Nové Mesto nad Váhom. Žije zde 681 obyvatel.

## Poloha
Obec leží asi 7 km jižně od Nového Města nad Váhom.

## Historie
První písemná zmínka o obci pochází z roku 1263.

## Památky
Jednou z mála památek v obci je barokně-klasicistická zvonice z druhé poloviny 18. století.